# Rød dykkerantilope
Den røde dykkerantilope (Cephalophus natalensis) er en lille antilopeart af underfamilien dykkerantiloper inden for de skedehornede pattedyr. Den lever i det sydøstlige Afrika. Den ligner meget den almindelige dykkerantilope (Sylvicapra grimmia), men er lidt mindre og er mere rødlig i pelsfarven. Desuden foretrækker den at leve i tættere bevoksning end den almindelige dykkerantilope. Sammenlignet med andre dykkerantiloper, der holder til i skovklædte områder, er den røde dykkerantilope mere dagaktiv og lever mindre skjult, så den derfor ses nemmere. I 1999 blev det estimeret, at der levede omkring 42.000 individer.

## Udseende
Den røde dykkerantilope har en kropslængde på op til 1 m, en skulderhøjde på cirka 43 cm og vejer i gennemsnit 14 kg. Begge køn har korte, rette horn på cirka 6 cm, typisk længst for hannerne. Nærmest det sted, hvor hornene hæfter til kraniet, har de grove ringe og langsgående furer, men ved spidsen er de glatte. De længste horn, der er registreret, er på 11 cm.
Pelsens farve er rødbrun, dog lidt blegere på undersiden. Den er hvidlig på kæberne, halsen og indersiden af ørerne, mens der ofte er en sort blis mellem hornene og en hvid halespids. Et karakteristisk træk ved den røde dykkerantilope er dens skrutryg, der skyldes at forbenene er kortere end bagbenene. De lange bagben er i en bøjet stilling, hvilket er en fordel, når dyret fornemmer fare og hurtigt skal tage flugten, for at komme i dækning i nærliggende krat.

## Levevis
De røde dykkerantiloper har en tendens til at strejfe omkring enkeltvis, parvis eller i små familiegrupper og ses sjældent i flokke på mere end tre individer. De har ret karakteristiske lyde, høje og gennemtrængende, der er som en mellemting mellem en snorken og en fløjten. Dens kald bliver strubeagtig, når den forstyrres. Når den røde dykkerantilope bliver opdaget af en fjende, vil den først forsøge sig med at stå helt stille, og hvis det ikke hjælper, vil den spurte ind i den nærmeste skov- eller busktykning. Blandt de oftest forekommende fjender er ørne, pytoner og leoparder.
De røde dykkerantiloper er ret territoriale og markerer ofte deres territorie med en væske, der udskilles fra en kirtel på kæben i nærheden af øjnene. Markeringen opnås ved, at dyret gnubber hovedet på græs, kviste, bark eller andre overflader. Sommetider markerer de ovenikøbet territorie på kalve eller mage.
Deres føde består af blade, blomster, nedfaldsfrugter og lave buske. De fouragerer normalt om dagen, men på steder med mange forstyrrelser kan de undtagelsesvis være mere natlevende.
Drægtighedsperioden er omkring otte måneder. De nyfødte kalve er sort-røde på kroppen og rødbrune i hovedet. Hunnen føder normalt én enkelt kalv, og fødetidspunktet kan være på alle tider af året. En kalv vejer omkring 1 kg ved fødslen, og den bliver ved moderen 6-8 måneder. Hannerne er generelt ikke involveret i opfostringen af kalvene, men begge køn reagerer på kald fra kalvene. I naturen kan den røde dykkerantilope blive op til ni år, mens den i fangenskab kan blive op til 15 år.

## Levesteder
Tætte buskadser og skove er de foretrukne habitater for røde dykkerantiloper. De kan findes både i bjergområder og i kystnære omgivelser, når blot der er adgang til overfladevand. Man kan finde dem i det sydøstlige Tanzania, Malawi, det allernordøstligste Zambia, Mozambique, Swaziland, det sydøstlige Zimbabwe og det nordøstlige Sydafrika.